# Stealing Home
Stealing Home (Más que un recuerdo en España y Perder el pasado en Hispanoamérica) es una película estadounbidense dramática de 1988 dirigida por Steven Kampmann y William Porter y protagonizada por Mark Harmon, Jodie Foster y Blair Brown.

## Argumento
Billy Wyatt es un fracasado jugador de béisbol. Él queda impresionado cuando recibe un día la noticia del suicidio de su mejor amiga de la infancia, Katie Chandler. Fue además su primer amor. Ahora Billy tiene la difícil tarea de encargarse de sus cenizas. Para ello se va a casa y de regreso a ella, él rememora su tiempo pasado con Katie, su primer encuentro, el tiempo que se amaron y las conversaciones que mantuvieron, disfrutando del verano en las playas de Nueva Jersey. Finalmente él decide dejar allí al viento las cenizas de Katie y lo lleva a cabo.

## Reparto
| Actor              | Personaje          |
| ------------------ | ------------------ |
| Mark Harmon        | Billy Wyatt        |
| Jodie Foster       | Katie Chandler     |
| Blair Brown        | Ginny Wyatt        |
| Jonathan Silverman | Joven Alan Appleby |
| Harold Ramis       | Alan Appleby       |
| William McNamara   | Joven Billy Wyatt  |
| Richard Jenkins    | Hank Chandler      |
| John Shea          | Sam Wyatt          |
| Christine Jones    | Grace Chandler     |
| Beth Broderick     | Lesley             |
| Jane Brucker       | Sheryl             |
| Ted Ross           | Bud Scott          |
| Thacher Goodwin    | Joven Billy Wyatt  |
| Yvette Croskey     | Joven Robin Parks  |
| Ollie Davidson     | Robin Parks        |

## Producción
Los directores y guionistas Steven Kampmann y William Porter crearon este drama basándose en las experiencias personales que tuvieron durante su juventud.

## Recepción
Hoy en día la película ha sido valorada en portales cinematográficos y por críticos profesionales. En IMDb, con aproximadamente 4800 votos registrados, la producción cinematográfica obtiene una media ponderada de 6,6 sobre 10. En cuanto a Rotten Tomatoes, los más de 5000 votos registrados en el portal dieron a este filme una valoración media de 4 de 5, mientras que los críticos profesionales le dieron una valoración media de 3,4 de 10. También cabe destacar, que en La Vanguardia los usuarios le dieron a la película una aprobación del 65%.